# Demi Schuursová
Demi Schuursová (* 1. srpna 1993 Sittard) je nizozemská profesionální tenistka, deblová specialistka a vítězka juniorských čtyřher na Australian Open 2011 a US Open 2011. Ve své dosavadní kariéře vyhrála na okruhu WTA Tour dvacet jedna deblových turnajů. V rámci okruhu ITF získala jeden titul ve dvouhře a dvacet ve čtyřhře.
Na žebříčku WTA byla ve dvouhře nejvýše klasifikována v únoru 2015 na 512. místě a ve čtyřhře pak v říjnu 2018 na 7. místě. V juniorské kombinované klasifikaci ITF figurovala nejvýše v září 2011, kdy jí patřila 21. příčka.
V nizozemském týmu Billie Jean King Cupu debutovala v roce 2012 utkáním základního bloku 1. skupiny zóny Evropy a Afriky proti Portugalsku, v němž vyhrála s Kiki Bertensovou čtyřhru. Bod však přišel již za rozhodnutého stavu ve prospěch Portugalek, které vyhrály 2:1 na zápasy. Do listopadu 2024 v soutěži nastoupila k šestnácti mezistátním utkáním s bilancí 11–5 ve čtyřhře.
Nizozemsko reprezentovala na odložených Letních olympijských hrách 2020 v Tokiu. S Kiki Bertensovou vytvořily třetí nasazený pár ženské čtyřhry. Soutěž opustily po prohře ve druhém kole od Veroniky Kuděrmetovové a Jeleny Vesninové. Zúčastnila se také pařížských Her XXXIII. olympiády, kde v úvodu  debla s Arantxou Rusovou podlehly Francouzkám Parryové a Garciaovou. V utkání o bronzovou medaili ve smíšené soutěži nestačila s Wesleym Koolhofem na Kanaďany Dabrowskou a Augera-Aliassimeho.
Otec Lambert Schuurs je bývalý nizozemský reprezentant v házené a mladší bratr Perr Schuurs profesionální fotbalista.

## Tenisová kariéra
V rámci hlavních soutěží událostí okruhu ITF debutovala v červenci 2009, když na turnaj v belgickém Bree s dotací 10 tisíc dolarů obdržela divokou kartu. Ve druhém kole podlehla Belgičance Aně-Sophii Mestachové. Po boku této hráčky se probojovaly do finále čtyřhry breeské události, kde uhrály jediný game na nizozemský pár Kiki Bertensová a Quirine Lemoineová. Během následujícího ročníku 2010 vybojovala na témže turnaji premiérový titul kariéry, když v páru s Belgičankou Sofii Oyenovou vyhrály čtyřhru.

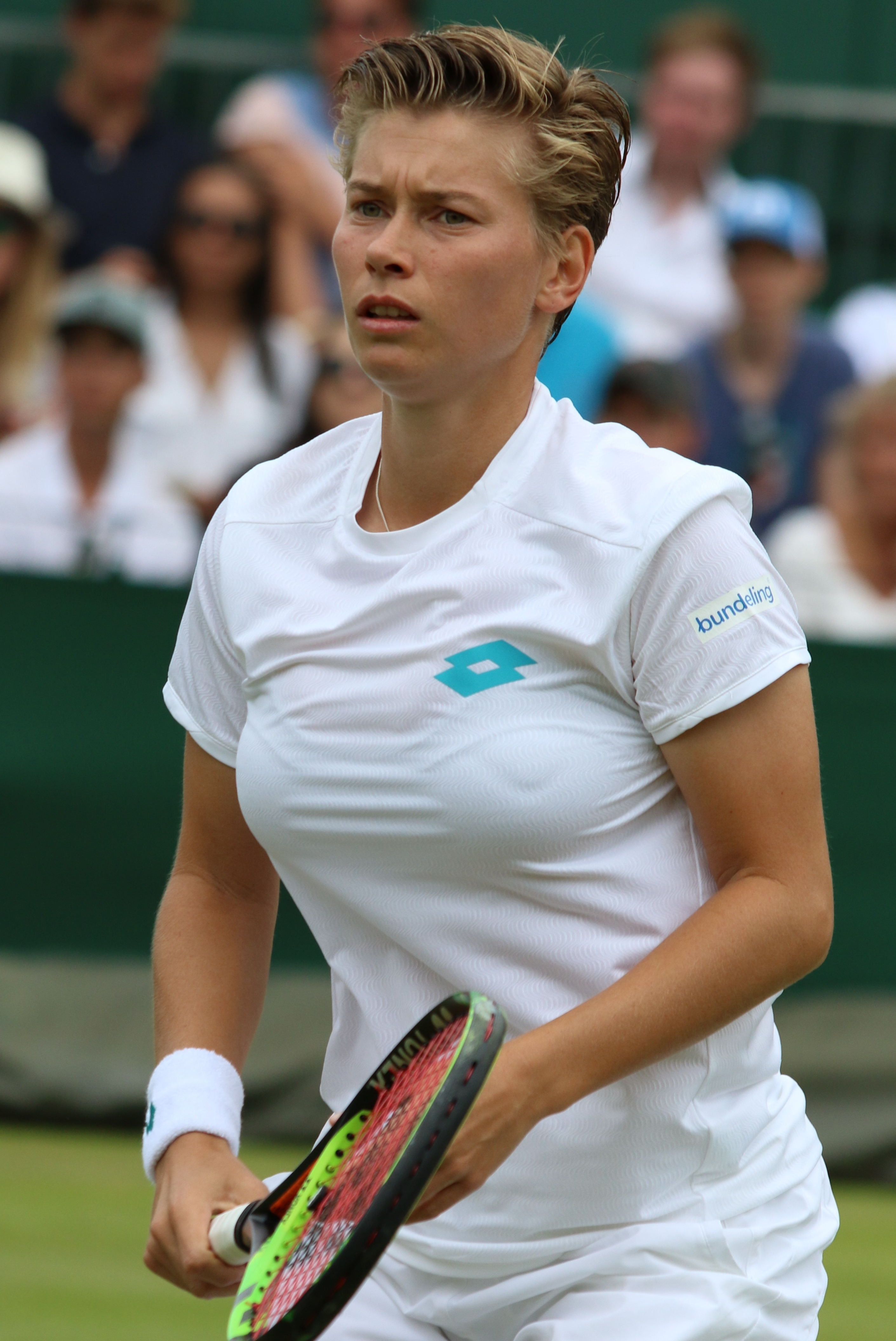
Ve Wimbledonu 2019

Na juniorce grandslamu triumfovala v deblové soutěži s Mestachovou na Australian Open 2011. V září pak ovládla po boku ruské hráčky Iriny Chromačovové také US Open 2011. Po turnaji dosáhla kariérního maxima na kombinovaném juniorském žebříčku ITF, když ji 19. září 2011 patřilo 21. místo. Ze zbylých dvou finále juniorské čtyřhry majoru, ve Wimbledonu 2011 a na French Open 2011, odešla poražena.
V singlu okruhu WTA Tour debutovala na červnovém UNICEF Open 2011 v 's-Hertogenboschi. Na úvod kvalifikace podlehla běloruské tenistce Anastasii Jakimovové.
Premiérové finále na okruhu WTA Tour odehrála na dubnovém Katowice Open 2015, když ve finále čtyřhry s Belgičankou Ysaline Bonaventureovou porazily italskou dvojici Gioia Barbieriová a Karin Knappová až v rozhodujícím supertiebreaku. O tři měsíce později přidala druhou trofej z antukového BRD Bucharest Open 2015, probíhajícího v Bukurešti. Společně s gruzínskou hráčkou Oxanou Kalašnikovovou hladce přehrály v boji o titul rumunský pár Andreea Mituová a Patricia Maria Țigová.
Debut v hlavní soutěži grandslamu zaznamenala v ženském deblu US Open 2015. Do turnaje nastoupila s Annikou Beckovou. V úvodním kole nenašly recept na srbskou dvojici Jelena Jankovićová a Aleksandra Krunićová.

## Utkání o olympijské medaile

### Smíšená čtyřhra: 1 (0–1)
| Stav     | rok  | místo konání   | povrch | spoluhráč      | soupeři                                  | výsledek      |
| -------- | ---- | -------------- | ------ | -------------- | ---------------------------------------- | ------------- |
| 4. místo | 2024 | Paříž, Francie | antuka | Wesley Koolhof | Gabriela Dabrowská Félix Auger-Aliassime | 3–6, 6–7(2–7) |

## Finále na okruhu WTA Tour

### Čtyřhra: 37 (21–16)
| Legenda                                        |
| ---------------------------------------------- |
| Grand Slam (0)                                 |
| Turnaj mistryň (0)                             |
| Premier Mandatory & Premier 5 / WTA 1000 (6–7) |
| Premier / WTA 500 (8–5)                        |
| International / WTA 250 (7–4)                  |

| Stav       | č.  | datum             | turnaj                                   | kategorie     | povrch     | spoluhráčka            | soupeřky ve finále                            | výsledek              |
| ---------- | --- | ----------------- | ---------------------------------------- | ------------- | ---------- | ---------------------- | --------------------------------------------- | --------------------- |
| Vítězka    | 1.  | 12. dubna 2015    | Katovice, Polsko                         | International | tvrdý (h)  | Ysaline Bonaventureová | Gioia Barbieriová Karin Knappová              | 7–5, 4–6, [10–6]      |
| Vítězka    | 2.  | 19. července 2015 | Bukurešť, Rumunsko                       | International | antuka     | Oxana Kalašnikovová    | Andreea Mituová Patricia Maria Țigová         | 6–2, 6–2              |
| Finalistka | 1.  | 26. září 2016     | Taškent, Uzbekistán                      | International | tvrdý      | Renata Voráčová        | Raluca Olaruová İpek Soyluová                 | 5–7, 3–6              |
| Finalistka | 2.  | 7. ledna 2017     | Auckland, Nový Zéland                    | International | tvrdý      | Renata Voráčová        | Kiki Bertensová Johanna Larssonová            | 2–6, 2–6              |
| Finalistka | 3.  | 17. července 2017 | 's Hertogenbosch, Nizozemsko             | International | tráva      | Johanna Larssonová     | Dominika Cibulková Kirsten Flipkensová        | 6–4, 4–6, [6–10]      |
| Finalistka | 4.  | 23. července 2017 | Bukurešť, Rumunsko                       | International | antuka     | Elise Mertensová       | Irina-Camelia Beguová Raluca Olaruová         | 3-6, 3-6              |
| Vítězka    | 3.  | 23. září 2017     | Kanton, Čína                             | International | tvrdý      | Elise Mertensová       | Monique Adamczaková Storm Sandersová          | 6–2, 6–3              |
| Vítězka    | 4.  | 6. ledna 2018     | Brisbane, Austrálie                      | Premier       | tvrdý      | Kiki Bertensová        | Andreja Klepačová MJ Martínez Sánchezová      | 7–5, 6–2              |
| Vítězka    | 5.  | 13. ledna 2018    | Hobart, Austrálie                        | International | tvrdý      | Elise Mertensová       | Ljudmyla Kičenoková Makoto Ninomijová         | 6–2, 6–2              |
| Vítězka    | 6.  | 20. května 2018   | Řím, Itálie                              | Premier 5     | antuka     | Ashleigh Bartyová      | Andrea Sestini Hlaváčková Barbora Strýcová    | 6–3, 6–4              |
| Vítězka    | 7.  | 26. května 2018   | Norimberk, Německo                       | International | antuka     | Katarina Srebotniková  | Kirsten Flipkensová Johanna Larssonová        | 3–6, 6–3, [10–7]      |
| Vítězka    | 8.  | 16. června 2018   | 's Hertogenbosch, Nizozemsko             | International | tráva      | Elise Mertensová       | Kiki Bertensová Kirsten Flipkensová           | 3–3skreč              |
| Finalistka | 5.  | 24. června 2018   | Birmingham, Spojené království           | Premier       | tráva      | Elise Mertensová       | Tímea Babosová Kristina Mladenovicová         | 6–4, 3–6, [8–10]      |
| Vítězka    | 9.  | 12. srpna 2018    | Montréal, Kanada                         | Premier 5     | tvrdý      | Ashleigh Bartyová      | Latisha Chan Jekatěrina Makarovová            | 4-6, 6-3, [10-8]      |
| Finalistka | 6.  | 19. srpna 2018    | Cincinnati, Spojené státy                | Premier 5     | tvrdý      | Elise Mertensová       | Jekatěrina Makarovová Lucie Hradecká          | 2–6, 5–7              |
| Vítězka    | 10. | 29. září 2018     | Wu-chan, Čína                            | Premier 5     | tvrdý      | Elise Mertensová       | Barbora Strýcová Andrea Sestini Hlaváčková    | 6–3, 6–3              |
| Finalistka | 7.  | 16. února 2019    | Dauhá, Katar                             | Premier       | tvrdý      | Anna-Lena Grönefeldová | Čan Chao-čching Latisha Chan                  | 1–6, 6–3, [6–10]      |
| Finalistka | 8.  | 19. května 2019   | Řím, Itálie                              | Premier 5     | antuka     | Anna-Lena Grönefeldová | Viktoria Azarenková Ashleigh Bartyová         | 6–4, 0–6, [3–10]      |
| Finalistka | 9.  | 23. června 2019   | Birmingham, Spojené království           | Premier       | tráva      | Anna-Lena Grönefeldová | Barbora Strýcová Sie Šu-wej                   | 4–6, 7–6(7–4), [8–10] |
| Finalistka | 10. | 11. srpna 2019    | Toronto, Kanada                          | Premier 5     | tvrdý      | Anna-Lena Grönefeldová | Barbora Krejčíková Kateřina Siniaková         | 5–7, 0–6              |
| Finalistka | 11. | 18. srpna 2019    | Cincinnati, Spojené státy                | Premier 5     | tvrdý      | Anna-Lena Grönefeldová | Lucie Hradecká Andreja Klepačová              | 4–6, 1–6              |
| Vítězka    | 11. | 29. srpna 2020    | New York, Spojené státy                  | Premier 5     | tvrdý      | Květa Peschkeová       | Nicole Melicharová Sü I-fan                   | 6–1, 4–6, [10–4]      |
| Vítězka    | 12. | 26. září 2020     | Štrasburk, Francie                       | International | antuka     | Nicole Melicharová     | Hayley Carterová Luisa Stefaniová             | 6–4, 6–3              |
| Vítězka    | 13. | 5. března 2021    | Dauhá, Katar                             | WTA 500       | tvrdý      | Nicole Melicharová     | Monica Niculescuová Jeļena Ostapenková        | 6–2, 2–6, [10–8]      |
| Vítězka    | 14. | 11. dubna 2021    | Charleston, Spojené státy                | WTA 500       | antuka (z) | Nicole Melicharová     | Marie Bouzková Lucie Hradecká                 | 6–2, 6–4              |
| Finalistka | 12. | 8. května 2021    | Madrid, Španělsko                        | WTA 1000      | antuka     | Gabriela Dabrowská     | Barbora Krejčíková Kateřina Siniaková         | 4–6, 3–6              |
| Finalistka | 13. | 20. června 2021   | Berlín, Německo                          | WTA 500       | tráva      | Nicole Melicharová     | Viktoria Azarenková Aryna Sabalenková         | 6–4, 5–7, [4–10]      |
| Finalistka | 14. | 26. června 2021   | Eastbourne, Spojené království           | WTA 500       | tráva      | Nicole Melicharová     | Šúko Aojamová Ena Šibaharaová                 | 1–6, 4–6              |
| Vítězka    | 15. | 24. dubna 2022    | Stuttgart, Německo                       | WTA 500       | antuka (h) | Desirae Krawczyková    | Čang Šuaj Coco Gauffová                       | 6–3, 6–4              |
| Finalistka | 15. | 7. května 2022    | Madrid, Španělsko                        | WTA 1000      | antuka     | Desirae Krawczyková    | Gabriela Dabrowská Giuliana Olmosová          | 6–7(1–7), 7–5, [7–10] |
| Vítězka    | 16. | 23. dubna 2022    | Stuttgart, Německo (2)                   | WTA 500       | antuka (h) | Desirae Krawczyková    | Nicole Melichar-Martinezová Giuliana Olmosová | 6–4, 6–1              |
| Vítězka    | 17. | 1. července 2023  | Eastbourne, Spojené království           | WTA 500       | tráva      | Desirae Krawczyková    | Nicole Melichar-Martinezová Ellen Perezová    | 6–2, 6–4              |
| Finalistka | 16. | 13. srpna 2023    | Montréal, Kanada                         | WTA 1000      | tvrdý      | Desirae Krawczyková    | Šúko Aojamová Ena Šibaharaová                 | 4–6, 6–4, [11–13]     |
| Vítězka    | 18. | 18. února 2024    | Dauhá, Katar (2)                         | WTA 1000      | tvrdý      | Luisa Stefaniová       | Caroline Dolehideová Desirae Krawczyková      | 6–4, 6–2              |
| Vítězka    | 19. | 20. října 2024    | Ning-po, Čína                            | WTA 500       | tvrdý      | Jüan Jüe               | Nicole Melichar-Martinezová Ellen Perezová    | 6–3, 6–3              |
| Vítězka    | 20. | 15. března 2025   | Indian Wells, Spojené státy              | WTA 1000      | tvrdý      | Asia Muhammadová       | Tereza Mihalíková Olivia Nichollsová          | 6–2, 7–6(7–4)         |
| Vítězka    | 21. | 15. června 2025   | Queen's Club, Londýn, Spojené království | WTA 500       | tráva      | Asia Muhammadová       | Anna Danilinová Diana Šnajderová              | 7–5, 6–7(3–7), [10–4] |

## Finále na okruhu ITF
| Dotace turnajů okruhu ITF | Dotace turnajů okruhu ITF |
| ------------------------- | ------------------------- |
| 100 000 $ tournaments     | 80 000 $ tournaments      |
| 75 000 $ tournaments      | 60 000 $ tournaments      |
| 50 000 $ tournaments      | 25 000 $ tournaments      |
| 15 000 $ tournaments      | 10 000 $ tournaments      |

### Dvouhra (1 titul)
| č. | datum          | turnaj               | povrch | poražená finalistka      | výsledek |
| -- | -------------- | -------------------- | ------ | ------------------------ | -------- |
| 1. | 24. února 2014 | Šarm aš-Šajch, Egypt | tvrdý  | Emily Webleyová-Smithová | 6–4 6–2  |

### Čtyřhra (20 titulů)
| č.  | datum              | turnaj                   | povrch     | spoluhráčka          | poražené finalistky                         | výsledek              |
| --- | ------------------ | ------------------------ | ---------- | -------------------- | ------------------------------------------- | --------------------- |
| 1.  | 26. července 2010  | Bree, Belgie             | antuka     | Sofie Oyenová        | Marcella Koeková Marina Melnikovová         | 6–0 6–1               |
| 2.  | 16. srpna 2010     | Westende, Belgie         | tvrdý      | Quirine Lemoineová   | Alison Van Uytvancková Irina Chromačovová   | 3–6 6–4 6–4           |
| 3.  | 21. března 2011    | Antalya, Turecko         | antuka     | Ilona Kremenová      | Martina Gledačevová Isabella Šinikovová     | 3–6, 7–6(7–3), [10–8] |
| 4.  | 2. dubna 2012      | Tessenderlo, Belgie      | antuka     | Maryna Zanevská      | Tatjana Mariová Stephanie Vogtová           | 6–4 6–3               |
| 5.  | 8. července 2013   | Aschaffenburg, Německo   | antuka     | Eva Wacannová        | Carolin Danielsová Laura Schaederová        | 7–5 1–6 14–12         |
| 6.  | 22. července 2013  | Maaseik, Belgie          | antuka     | Eva Wacannová        | Bernice Van De Veldeová Kelly Versteegová   | 6–2 4–6 10–7          |
| 7.  | 26. srpna 2013     | Rotterdam, Neizozemsko   | antuka     | Amandine Hesseová    | Elke Lemmensová Světlana Piraženková        | 3–6, 7–5, [10–4]      |
| 8.  | 11. listopadu 2013 | Bol, Chorvatsko          | antuka     | Barbora Krejčíková   | Vivien Juhászová Tereza Malíková            | 6–2, 6–4              |
| 9.  | 13. prosince 2013  | Madrid, Španělsko        | tvrdý      | Eva Wacannová        | Elica Kostovová Jevgenija Rodinová          | 6–1, 6–2              |
| 10. | 18. srpna 2014     | Wanfercée-Baulet, Belgie | antuka     | Elise Mertensová     | Tatiana Búová Daniela Seguelová             | 6–2, 6–3              |
| 11. | 30. srpna 2014     | Fleurus, Belgie          | antuka     | Arantxa Rusová       | Hilda Melanderová Marina Melnikovová        | 6–4, 6–1              |
| 12. | 15. listopadu 2014 | Šarm aš-Šajch, Egypt     | tvrdý      | Marie Benoîtová      | Valentyna Ivachněnková Polina Monovová      | 6–4, 7–5              |
| 13. | 1. prosince 2014   | Súsa, Tunisko            | tvrdý      | Kelly Versteegová    | Vivien Juhászová Tereza Malíková            | 6-3 6-0               |
| 14. | 8. února 2015      | Grenoble, Francie        | tvrdý (h)  | Hiroko Kuwatová      | Manon Arcangioliová Cindy Burgerová         | 6–1, 6–3              |
| 15. | 27. února 2015     | Beinasco, Itálie         | antuka (h) | Daniela Seguelová    | Xenia Knollová Alice Matteucciová           | 6–4, 4–6, [11–9]      |
| 16. | 3. srpna 2015      | Koksijde, Belgie         | antuka     | Elise Mertensová     | Justyna Jegiołková Sherazad Reixová         | 6–3, 6–2              |
| 17. | 8. května 2016     | Cagnes-sur-Mer, Francie  | antuka     | Andreea Mituová      | Xenia Knollová Aleksandra Krunićová         | 6–4, 7–5              |
| 18. | 9. května 2016     | Saint-Gaudens, Francie   | antuka     | Renata Voráčová      | Nicola Geuerová Viktorija Golubicová        | 6–1, 6–2              |
| 19. | 30. července 2016  | Praha, Česko             | antuka     | Renata Voráčová      | Silvia Soler Espinosa Sara Sorribes Tormová | 7–5, 3–6, [10–4]      |
| 20. | 14. srpna 2016     | Koksijde, Belgie         | antuka     | Steffi Distelmansová | Başak Eraydınová Ilona Kremenová            | 6–1, 6–4              |

## Finále na juniorském Grand Slamu

### Čtyřhra juniorek: 4 (2–2)
| Stav       | rok  | turnaj          | povrch | spoluhráčka          | soupeřky ve finále                      | výsledek         |
| ---------- | ---- | --------------- | ------ | -------------------- | --------------------------------------- | ---------------- |
| Vítězka    | 2011 | Australian Open | tvrdý  | An-Sophie Mestachová | Eri Hozumiová Miju Katová               | 6–2, 6–3         |
| Finalistka | 2011 | French Open     | antuka | Viktorija Kanová     | Irina Chromačovová Maryna Zanevská      | 4–6, 5–7         |
| Finalistka | 2011 | Wimbledon       | tráva  | Tchang Chao-čchen    | Eugenie Bouchardová Grace Minová        | 7–5, 2–6, 7–5    |
| Vítězka    | 2011 | US Open         | tvrdý  | Irina Chromačovová   | Gabrielle Andrewsová Taylor Townsendová | 6–4, 5–7, [10–5] |